# Roda de fira

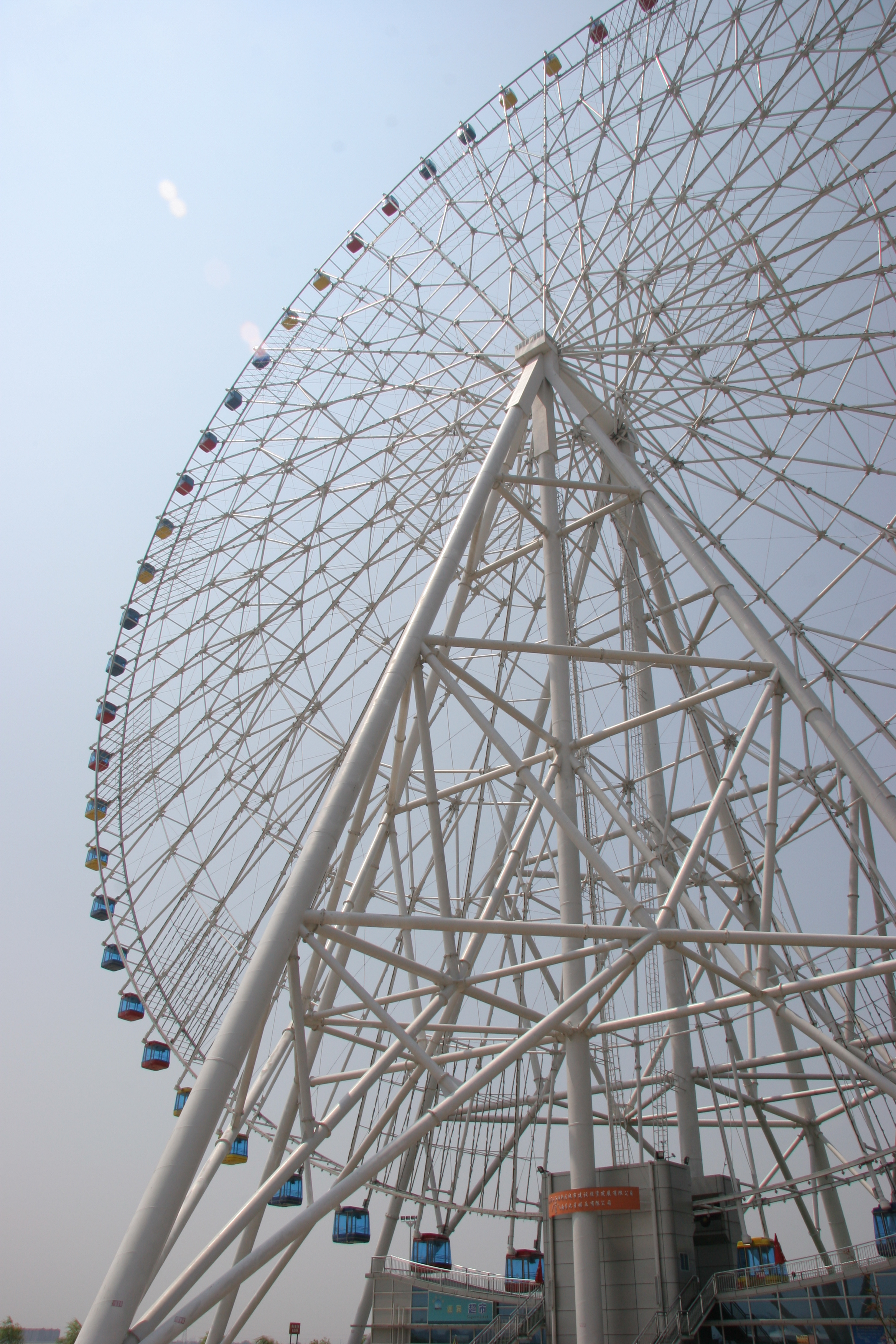
L'Estel de Nanchang, de 160 metres d'alçària, va ser la roda de fira més gran del món des de la seva inauguració el 2006 fins que fou superada per la Singapore Flyer el 2008.

Una roda de fira, roda (gran) o sínia (sínia d'observació) és una atracció de fira consistent en una gran roda giratòria muntada en posició vertical que té cabines o seients penjats a tot el seu volt i que gira entorn d'un eix horitzontal perpendicular al pla de la roda.
La primera roda de fira va ser construïda a Chicago el 1893, projectada per l'enginyer George Washington Ferris. És coneguda com a Roda de Ferris i en anglès, genèricament, totes les rodes de fira es coneixen com a Ferris Wheel. Tenia una alçària de 80.4 metres.
La del Prater de Viena (Wiener Riesenrad) va ser construïda l'any 1897.
A Barcelona destaca la del Parc d'atraccions del Tibidabo. La primera que hi va haver va ser construïda l'any 1953. Ha estat reconstruïda diverses vegades. L'actual data de l'any 2014.
La construcció del gegantí London Eye o Millenium Wheel a Londres, l'any 1999, va donar un nou impuls a les rodes de fira com a atracció popular i element emblemàtic de les ciutats. Tot seguit se'n van alçar d'altres tractant de superar l'anterior i establir nous rècords, com l'Estel de Nanchang, el Singapore Flyer o la fallida Beijing Great Wheel.
Des de 2014 la roda de fira més gran del món és l'anomenada High Roller que es troba a Las Vegas Strip.

## Tradicions
Una roda de fira era un dels elements indispensables als parcs d'atraccions i a les fires d'estiu, acompanyats del "Pim Pam Pum", la tómbola, els cavallets i les xurreries.